# Bactris elegans
Bactris elegans är en enhjärtbladig växtart som beskrevs av João Barbosa Rodrigues och James William Helenus Trail. Bactris elegans ingår i släktet Bactris och familjen Arecaceae. Inga underarter finns listade i Catalogue of Life.